# Guido Grilli
Guido Grilli (Foggia, 1º gennaio 1905 – Foggia, 24 novembre 1967) è stato un pittore e illustratore italiano.
Ultimo di sette fratelli, visse l'infanzia a contatto con l'umile ambiente natìo (Vico Galliano, a ridosso dell'ormai scomparso Borgo Scopari) e nella suggestione del negozio in cui il padre Giuseppe vendeva santini, pupi del presepe e altri piccoli oggetti di culto. Precocissima la sua predisposizione al disegno: come egli stesso amava ricordare, già a quattro anni aveva tentato di autoritrarsi allo specchio.
Per volere della famiglia frequentò il Regio Istituto Tecnico della sua città, ma lo scarso interesse per le materie scientifiche e, per contro, il crescente coinvolgimento per l'arte - nei suoi quaderni, ai compiti molto spesso alternava schizzi d'animali o ritratti dei compagni di scuola e degli insegnanti, rivelatori di non comuni doti artistiche - indussero lo zio materno Michele Cavotta a sostenerlo, anche economicamente, nel proposito di cambiare indirizzo di studi. Appena quindicenne, Grilli partì da Foggia alla volta di Firenze: qui frequentò contemporaneamente il Liceo artistico, conseguendovi il regolare diploma, e la Scuola d'arte del nudo, dove fu allievo prediletto del celebre scultore Domenico Trentacoste.
Nel 1924 scelse di completare la propria formazione presso l'Accademia di Belle Arti di Roma. Subito dopo il diploma, Grilli prese attivamente parte nella vita artistica della capitale, allestendo un suo studio prima in via Margutta, poi in via San Giacomo e stringendo rapporti d'amicizia con artisti che, più tardi, entreranno nel novero dei maggiori del XX secolo: tra questi, i pittori Armando Spadini, Giorgio De Chirico - che di Grilli apprezzava in particolare i ritratti d'animali - Mino Maccari, Alberto Mastroianni e gli scultori Marino Marini e Giuseppe Romano.
Pur legatissimo all'ambiente artistico-culturale della capitale, Guido decise tornare a vivere e lavorare nella sua città natale. Nel 1929 è nella Cattedrale di Foggia che realizzò uno dei suoi lavori più importanti, il ciclo composto dai quattro Evangelisti e dai profeti Isaia e Geremia; l'anno seguente, ancora a Foggia allestì una personale. Tuttavia, per tutta la vita Roma rimase la sua città d'adozione: compì frequenti viaggi nella capitale, anche solo per visitarne lo zoo, dove si recava per schizzare i prediletti animali, per prender parte ad esposizioni come la Mostra d'arte moderna del 1931 o la Quadriennale del 1947, per eseguirvi opere monumentali quali la pala d'altare dell'Ospedale di San Giovanni e, nel 1960, la Via Crucis per la Chiesa del Centro Internazionale per un Mondo Migliore di Rocca di Papa (RM).
Sposatosi nel 1936 con Anna Telesforo - dal matrimonio nasceranno due figli, Marisa e Roberto - Grilli visse «per l'arte e con i proventi che dall'arte gli derivavano, alla maniera dei maestri antichi, senza la mediazione di mercanti e critici interessati».
Oltre che pittore, Grilli fu a lungo illustratore per giornali e riviste (suoi lavori compaiono ad esempio sulle pagine del giornale cattolico Il Vittorioso) ed eseguì numerosissimi manifesti di carattere pubblicitario, politico e religioso. Negli anni della maturità estese il proprio interesse alle vetrate istoriate (fu anche nominato direttore artistico della vetreria Camper di Atri, in provincia di Teramo), un campo d'attività che portò il suo nome fino a Hollywood, la cui Cappella degli artisti ha le vetrate realizzate a partire da suoi cartoni. Oltre che a Foggia, nelle Chiese di San Giuseppe Artigiano, della Madonna della Croce, di Gesù e Maria e nel Santuario dell'Incoronata, altri suoi lavori trasposti su vetro si trovano a Chieti.
Ha pubblicato nel 1946/1947 racconti a puntate sulla rivista Il Moschettiere dal titolo: Avventure del Capitano D'Avegnac dal n° 9 del 1946 al n° 23 del 1947 e Gigetto nel mondo antidiluviano dal n° 1 al n° 23 1947.
Ha pubblicato tra il 1948 al 1949 dei 23 storie anche sulla rivista Noi Ragazzi. Tra cui: Il calendario del Nonno N° 6 1948, Lo sterminio delle foche (Minimale) N° 47 1948 e Le margheritine (Minimali) N° 44 1949
La morte lo colse la sera del 24 novembre 1967, dopo aver completato ed affidato ai maestri vetrai di Atri i cartoni per il rosone della Chiesa di San Pio X, nella sua Foggia.